# Prostitution de caste
La prostitution de caste (caste-based prostitution en anglais) est la participation de certaines catégories sociales à la prostitution. 
L’exclusion sociale, l’impossibilité d’accéder à de nombreux emplois du fait de la hiérarchie des castes, l’absence d’alternatives et le manque d’accès à certains droits fondamentaux et l’impossibilité de progresser socialement favorisent la prostitution des femmes et des filles de ces groupes. Le système de caste, pourtant aboli, continue en réalité d’enfermer des populations dans des situations de marginalisation dont la prostitution peut être considéré comme l’un des aspects les plus violents.

## Définition
Le terme prostitution de caste,, désigne le fait que les femmes de certaines castes sont historiquement et socialement impliquées dans la prostitution. Dans un environnement marqué par la domination des castes dominantes, la prostitution intergénérationnelle est devenue une tradition et un moyen de survie.

## Histoire

### Inde
En Inde, les groupes de caste inférieure associés à la prostitution comprennent les Banchhada, les Bedias, les Perna, les Nat, les Dalits et les Devadâsî. Subsistant dans des conditions de vie dégradantes, stigmatisées par les castes dominantes et oubliées de la justice, de nombreuses femmes de ces castes sont réduites à la prostitution pour subvenir à leurs besoins et deviennent les cibles de trafiquants et de proxénètes. 
Ces groupes étaient souvent nomades dans le passé et se sont installés dans de petits villages qui devaient être connus sous le nom de « villages de prostituées ». Pendant la période coloniale, ces groupes étaient souvent classés dans la catégorie des « tribus criminelles » en vertu de la « Loi sur les tribus criminelles » et, à cause de la persécution qui en résultait, perdaient souvent leurs sources de revenus traditionnelles, par exemple en tant que danseurs, ce qui obligeait les femmes à adopter la prostitution. Même s'ils sont maintenant appelés « tribus non répertoriées et nomades de l'Inde », ils sont encore plus communément connus dans la société traditionnelle sous le nom de « tribus criminelles ».
Par ailleurs, la prévalence de la prostitution rituelle des Devadâsî dans certains États indiens malgré son interdiction, montre un système d’exploitation sexuelle fondé sur la caste. Ce système d’exploitation sexuelle des femmes et des filles les plus vulnérables, organisé et considéré comme une un rite sacré «s’est progressivement transformé en un réel cycle d’abus sexuels de jeunes filles Dalits prostituées au service des castes dominantes».

### Népal
Au Népal, la caste des Badi, appartenant aux Dalits, est connu pour être impliqué dans la prostitution,. Originellement connue comme une caste de musiciens et danseurs, elle a vu ses activités se transformer au fil des années. Après le 14e siècle, les Badis ont reçu des terres et de l'argent pour fournir des concubines aux petits souverains du Népal occidental. Après 1950, la royauté locale a perdu le pouvoir dans un mouvement pro-démocratie. Ainsi, les Badis ont vu leur clientèle disparaître et ils se sont finalement tournés vers la prostitution. 
Extrêmement marginalisée, la communauté Badi dépend aujourd’hui presque entièrement de la prostitution des femmes et des filles comme source de revenus. Socialisées dès l’enfance à la prostitution, les filles Badi ont des contacts restreints avec l’extérieur et ne peuvent avoir accès à l’éducation. Initiées par leurs mères, elles-mêmes en situation de prostitution, les filles sont violées dès la puberté par des « clients» prostitueurs. Ces derniers sont souvent «des hommes de castes élevées, des hommes d’affaires locaux, des hommes politiques qui les fuient en public ».

## Fréquence et lieux de la pratique
Un activiste social a émis l'hypothèse qu'en Inde, il pourrait y avoir environ 100 000 femmes et filles des castes inférieures qui travaillent dans la prostitution. Cette pratique est surtout concentrée dans l'état central indien du Madhya Pradesh.
Chez les Bacchara, selon Monalika Tiwari, une assistante sociale de l'organisation Jan Sahas, les hommes ne sont généralement pas censés travailler, tandis qu'au moins une fille dans la plupart des familles est tenue de se prostituer au lieu de se marier. Les filles sont mariées ou initiées au commerce sexuel entre 10 et 12 ans, et la plupart se tournent vers le commerce sexuel avant leurs 18 ans. Alors que dans le pays les garçons sont souvent préférés aux filles, les avortements sélectifs en fonction du sexe entraînant une proportion hommes/femmes déséquilibrée, la naissance des filles dans certains villages de basse caste construits autour de la prostitution est célébrée comme l'arrivée des futurs soutiens de famille. Elles sont préparées à la prostitution par leurs propres familles, souvent dès la naissance ; on rapporte que des fillettes sont cachées sous les lits pour observer les autres à l’œuvre. Plus la fille est jeune, plus le prix des services sexuels est élevé. Chez les Perna, les filles sont mariées après la puberté et, si elles résistent ensuite à la prostitution, elles sont souvent maltraitées physiquement par leurs beaux-parents qui attendent de la femme de leur fils qu'elle contribue aux finances de la famille. Chez les Bedia, les filles sont initiées à la profession dès leur puberté.